# Kurt Londén
Kurt Ossian Londén, född 14 oktober 1905 i Helsingfors, död 22 juni 1975, var en finländsk sångare och skådespelare. Som sångare använde han sig även av pseudonymerna Ilmari Rae och Kalevi Lintula.
Londén var son till Harald Alexander Londén och Amanda Mathilda Grönroos. Han blev elev vid Svenska Teaterns elevskola och var där skolkamrat med sin blivande maka, skådespelerskan Gerda Ryselin. De gifte sig 1933 och fick två barn. Makarna engagerades vid teatern i Åbo, men återvände efter ett år till Helsingfors. Londén var huvudsakligen anställd som skådespelare vid Svenska Teatern och gjorde 1930–1931 samt 1942 totalt 34 skivinspelningar i sällskap av bland andra Heikki Tuominen, Matti Jurva och Aulikki Rautawaara, ackompanjerad av orkestrarna Dallapé, Melody Boys och Suomi Jazz-Orkesteri. En del av inspelningarna framförde Londén på svenska. Hans största skivframgång var Vartiossa från 1942. Efter teaterkarriären blev Londén direktör för Westerlunds konsertbyrå.

## Skivinspelningar
| Datum       | Sånger | Ackompanjemang       |
| ----------- | --- | -------------------- |
| 26 maj 1930 | Vahtiparaati Tiilityttö Siltasaaren Liisa Suomenlahden siniveet Saaristolaisrakkautta Noin renttuna | Suomi Jazz Orkesteri |
| 28 maj 1930 | Viikon päättö Varpunen Säkkijärven polkka Suviyö tunturilla | Suomi Jazz Orkesteri |
| 30 maj 1930 | Nadja Käy syöntä kaksi valssihin | okänd orkester       |
| 1930        | Eukko Noa (tillsammans med Heikki Tuominen) Hämärän akordeja Jos tahdot naisen (tillsammans med Matti Jurva) Jäänmurtajavalssi Kevättoiveita Lailan kehtolaulu Lailan lemmenlaulu Syksyn myrskyt Näkemiin herra tohtori Mua ootko muistellut (tillsammans med Aulikki Rautavaara) Kukasta kukkaan Ulapalla Tamara Ukkomiehen valitus | Melody Boys          |
| 1931        | Ei sitä koskaan voi tietää (tillsammans med Matti Jurva) Neiti kaks' kahvia | Melody Boys          |
| 1942        | Hälsningssång till hembygden Tervehdys kotiseudulle Kodin kynttilät Korsuvalsen Korsuvalssi På vakt | Dallapé              |

## Filmografi
- Farligt lättsinne, 1946
- Mummoni ja Mannerheim, 1971

## Teater

### Roller (ej komplett)
| År   | Roll                       | Produktion                                         | Regi        | Teater                       |
| ---- | -------------------------- | -------------------------------------------------- | ----------- | ---------------------------- |
| 1938 | Jolicœur Roustan, mameluck | Madame Sans-Gêne Victorien Sardou och Émile Moreau | Mia Backman | Svenska Teatern, Helsingfors |